# 스튜디오 판타지아
스튜디오 판타지아(Studio Fantasia Co., Ltd., 유한회사 스튜디오 판타지아, 有限会社スタジオ・ファンタジア, Yūgen gaisha Sutajio Fantajia)는 일본 애니메이션 스튜디오였다. 1983년 10월 12일 당시 츠치다 프로덕션의 직원이었던 토모히사 이즈카가 CEO로서 설립했다.
2016년 11월 16일 회사는 파산 신청을 했다.

## 제작

### 텔레비전
- 나지카 전격작전
- 스트라토스 4
- 네가 바라는 영원
- 주광의 스트레인
- 크리스탈 블레이즈

### 비디오 게임
- 라쿠가키 쇼타임
- 레이브 마스터

### OVA
- 졸업앨범 크림레몬 명장면집
- 프로젝트 A코
- 데몬헌터 마카류도
- A-Ko The VS
- 교내 사생
- EXPER ZENON
- COMPILER FESTA
- 청공소녀대
- 파이어 엠블렘 문장의 수수께끼
- AIKa
- 불꽃의 라비린스
- Lingeries
- 최종병기 그녀 ~Another love song~
- 키라메키 프로젝트
- 전투요정소녀 도와줘! 메이브 짱
- 스트라토스 4 시리즈
- AIKa R-16:VIRGIN MISSION
- AIKa ZERO
- 엿보기 구멍